# Шах-Джахан III
Шах Джахан III (Мухи ул-Мулк-ул-Миллат) (1711 — 1772) — правитель Моголов, падишах Империи Великих Моголов (10 декабря 1759 — 10 октября 1760), сын Мухаммада Мухи ас-Суннат-мирзы, старшего сына шахзаде Мухаммада Кам Бахша (ум. 1709) и правнук могольского падишаха Аурангзеба.

## Биография
В ноябре 1759 года великий визирь Гази ад-дин при помощи маратхской армии захватил Дели и приказал убить могольского падишаха Аламгира II. Его сын Шах-Алам смог бежать из Дели под защиту наваба Ауда. Новым падишахом Могольской империи победители провозгласили принца Шах-Джахана, правнука могольского падишаха Аурангзеба. Осенью 1760 года афганский шах Ахмад-шах Абдали и наваб Ауда захватили Дели, где возвели на престол Шаха-Алама, старшего сына падишаха Аламгира II.